# 금구초등학교 (전북)
금구초등학교는 대한민국 전북특별자치도 김제시에 있는 공립 초등학교이다.

## 학교 연혁
- 1911.06.16 금구사립보통학교 개교(신명학교, 개성학교 병합)
- 1912.05.01 금구공립보통학교 개교
- 1971.01.06 금구중학교 설립인가
- 1971.03.03 낙성식 및 개교식
- 1981.03.10 병설유치원 개원
- 1991.03.01 희남분교 본교에 통합
- 1996.03.01 금구초등학교로 개칭
- 2005.09.01 금구 초·중학교 통합

## 참고 자료
- 금구초등학교 - 한국교육학술정보원 학교알리미